# مجزرة كنصفرة وكفرعويد
مجزرة كنصفرة وكفرعويد هي مجزرة شنتها قوات الجيش السوري الموالية لبشار الأسد في منطقة جبل الزاوية شمال سوريا لقمع حركة الاحتجاجات في المنطقة، بدأت في 20 كانون الأول 2011 واستمرَّت بشدة ليومين بعد ذلك، حتى انخفضت وتيرة الاشتباكات والاستنفارات الأمنية في المنطقة وعادت إلى مستواها المعتاد منذ بدء الاحتجاجات. بلغ عدد قتلى المجزرة وفق إحصاءات المعارضة ووكالات الأنباء العالمية أكثر من 280 قتيل في أوَّل يومين. حصلت المجزرة على دفعتين: الأولى وقعت في بلدة كنصفرة في اليوم الأول حيث أعدم أكثر من 70 جندي منشق، والثانية في في بلدة كفرعويد في اليوم التالي حيث حوصر قرابة 200 ناشط وشخص من الأهالي وقتلوا جميعاً تحتَ قصف آليات الجيش. كما سقطَ بعض القتلى خلال الأيام التالية.

## المجزرة
بدأت المجزرة في يوم (19 كانون الأول/ديسمبر) قرب بلدة كنصفرة عندما أطلق الجنود الموالين لبشار الأسد النار على جنود معارضين حاولوا ترك صفوف الجيش النظامي والالتحاق بالثوار. قتل في هذه المجزرة الأولى 72 جندياً معارضاً
في اليوم التالي (الثلاثاء 20 كانون الأول/ديسمبر)، اجتاحَت قوات الشبيحة مدعومة بالجيش السوري بلدة كفر عويد الواقعة جنوب غرب محافظة إدلب لمُلاحقة مئات الأهالي والناشطين من الموجودين في البلدة، وعندها فرَّ هؤلاء إلى البساتين المُحيطة هرباً من الاجتياح، لكن الجيش حاصرَ البلدة وقصفهم بالدبابات، وهنا وقعت المجزرة. بلغَ عدد الضحايا الإجمالي بعد إحصاء الجثث التي عُثرَ عليها ما يَصل إلى 160 قتيلاً، وأما المجلس الوطني السوري فقد قال أن الرقم يَصل إلى قرابة 250 قتيلاً في يومي 19 و20 ديسمبر معاً، وقد تم التعرف على 56 منهم بالأسماء، فيما ظلَّ الباقون مجهولي الهوية.
حدثف المجزرتان كجزء من تكثيف للحملة العسكرية على محافظة إدلب قبل وصول بعثة المراقبين العرب إلى سوريا. وفي اليوم الذي تلا المجزرة (21 ديسمبر) بدأ الجيش السوري هجوماً جديداً على المنطقة وقصفاً بالدبابات، وقام بقطع الكهرباء والاتصالات عنها وبدأ حملات تمشيط فيها لخطف جثث القتلى المتناثرة. وفي وقت لاحق من مساء يوم الأربعاء سقطَ 8 قتلى بإطلاق نار عشوائي بقرية أم نير في جبل شحشبو غرب المُحافظة. سُجل في يوم الخميس 22 ديسمبر سُقوط 22 قتيلاً آخرين في أنحاء محافظة إدلب جرَّاء تكرُّر الحملة العسكرية عليها، بينهم 4 في مدينة إدلب و2 في حيش و3 موزعون على إحسم وكنصفرة ومرعند. وقد ردَّ الجيش السوري الحر على هذه الحملة بضرب حواجز أمنية في إحدى بلدات المحافظة، وأدت العملية إلى سقوط قتيل وثمانية جرحى من العناصر الذي كانوا على الحاجز، فيما أصيبَ عدَّة جنود من الجيش الحر. وفي يوم «جمعة بروتوكول الموت» 23 ديسمبر تجدَّدَ القصف على عدة مناطق من جبل الزاوية.

## النتائج
في صباح يوم الأربعاء 21 ديسمبر طالبَ برهان غليون رئيس المجلس الوطني السوري مجلس الأمن الدولي بعقد جلسة طارئة لبحث المجزرة وإصدار إدانة دولية بشأنها، كما طالبه بإقامة مناطق عازلة في محافظتي إدلب وحمص لوقف المجزرة وحماية المدنيِّين من قوى الأمن والجيش. وجاءَ في بيان للمجلس أنه يُطالب المجلس بـ«التحرك لإعلان المدن والبلدات التي تتعرض لهجمات وحشية كمناطق آمنة وتتمتع بالحماية الدولية وإرغام قوات النظام على الانسحاب منها».